# پرولا
پرولا (به لاتین: Prevala) یک منطقهٔ مسکونی در بلغارستان است که در شهرستان چیپروفتسی واقع شده‌است.